# محمود سعيد (تشكيلي)
محمود سعيد فنان تشكيلي مصري من مواليد الإسكندرية في 8 أبريل 1897 وتوفي في 8 أبريل 1964. يعد من أوائل مؤسسي المدرسة المصرية الحديثة في الفنون التشكيلية. وهو من أكثر الفنانين المصريين الذين كتبت عنهم دراسات عن حياته وأعماله.

## حياته
هو أحد الرواد الذين وضعوا أسس الفن التشكيلي. من عائلة عريقة ثرية تسكن بالقرب من مسجد سيدي أبي العباس المرسي. ولد بالأسكندرية في 8 أبريل عام 1897 وحصل على جائزة الحقوق الفرنسية عام 1919 عام الثورة المصرية الأولى، سافر إلى باريس في نفس العام 1919 والتحق بأكاديمية جولتان بباريس وظل يمارس هوايته الفنية على الرغم من التحاقه بسلك النيابة وعين بمدينة المنصورة بالمحاكم المختطلة، ثم ترقى في سلك القضاء حتى وصل إلى درجة مستشار، ثم طلب الإحالة إلى المعاش وهو في سن الخمسين. تأثر تأثرًا كبيرًا بالحياة المصرية والشخصية المصرية والفن المصري بكل أعماله، وكان لثقافته الغربية وحياته في الغرب ووراثته التاريخية للفرعونية والفن الإسلامي والعربي ومعايشته للحاضر المصري المعاصر أثر كبير على فنه.

## دراسته
في عام 1919 حصل علي ليسانس الحقوق الفرنسية، ووافق والده - محمد سعيد باشا رئيس وزراء مصر السابق - على سفره إلى باريس لاستكمال دراسته العليا للقانون فاغتنم هذه الفرصة حيث التحق بالقسم الحر بأكاديمية جراند شومبير لمدة عام ثم أكاديمية جوليان، وانشغل بتأمل ومشاهدة الثروات الفنية في متاحف باريس ومعارضها وبالقراءة حول تاريخ الفن في كل من إيطاليا وفرنسا وبريطانيا.

## شخصيته الفنية
تأثر البناء التكويني لمحمود سعيد بعدة مرجعيات كونت في النهاية هندسة بنائية متميزة ومتفردة حيث تأثر بفن التصوير الفرعوني والقواعد الكلاسيكية للفنون الأوروبية في عصر النهضة بجانب تأثره بدراسة القانون والتي أملت على أفكاره النظام وأهمية الالتزام به.
وأصبح محمود سعيد نموذجاً لتوظيف الأساليب الغربية عن الذات الفردية والقومية وتتجلي هذه الحقيقة في أعماله المتتالية التي أنتجها منذ منتصف العشرينيات وحتى أواخر الثلاثينيات. أما في مرحلة الأربعينيات فقد تمحور فنه حول البورتوريه أو الصورة الشخصية والتي اهتم فيها بإبراز العمق النفسي للشخصية بقدر ما اهتم بدقة الملامح وركز في تعبيرات الوجه. ثم جاءت مرحلة تحول فيها الفنان تحولاً شديداً وهي مرحلة الخمسينيات فساد لوحاته الهدوء وعم الضوء والبرود واختفت المشاعر المتأججة ليحل محلها الضوء الغامر والمناظر الطبيعية الواسعة والصمت في جو هادئ.

## أعماله

### المعارض الخاصة
- 1937: أقام معرضين لأعماله في نيويورك
- 1943: أقام معرضاً بأتيليه الإسكندرية
- 1945: أقام معرضاً بجمعية الصداقة المصرية الفرنسية بالإسكندرية.
- 1951: أقام معرضاً بالقاعة المستديرة بأرض المعارض بالقاهرة
- 1960: أقام معرضاً بمتحف الفنون الجميلة بالإسكندرية ضم 120 لوحة.
- 1964: أقيم معرض شامل للوحاته بمتحف الفنون الجميلة بالإسكندرية عقب وفاته ضم 137 لوحة.

### المعارض الجماعية المحلية
- 1953: معرض الربيع بالقاهرة

### المعارض الجماعية الدولية
- 1937: معرض باريس الدولي
- 1938، 1950، 1952:بينالي فينيسيا الدولي
- 1953: معرض اليونسكو للفنانين العرب في بيروت
- 1953: معرض الفن المصري بالخرطوم
- 1958: المعرض المصري بموسكو

### أشهر لوحاته
من أشهر أعماله ولوحاته:الدراويش، الشادوف، المدينة، بنات بحري، بائع العرقسوس، بنت البلد، الشحاذ، ذات الرداء الأزرق، ذات الجدائل الذهبية، الخريف.
ولوحة افتتاح قناة السويس التي تصور وتسجل الحدث التاريخي لافتتاح قناة السويس في عهد إسماعيل. كذلك قام برسم أشخاص من أفراد عائلته واصدقائه فهناك صورة خالدة للملكة فريدة، وهي في مراحل عمرها الأولى.

#### أغلى لوحة لرسام من الشرق الأوسط
في أبريل 2010 بيعت لوحته «الدراويش» عن طريق صالة مزادات كريستيز العالمية بمبلغ 2.434 مليون دولار وفي وقت بيعها سجلت كأغلى لوحة رسمها فنان من الشرق الأوسط في العصر الحديث ورسمت هذه اللوحة في 1935.

## جوائز
نال ميدالية الشرف الذهبية في معرض باريس الدولي 1937 عن الجناح المصري. ثم منحته فرنساعام 1951 وسام اللجيون دوبنر . وفي عام 1960 كان أول فنان تشكيلي يحصل علي جائزة الدولة التقديرية للفنون وتسلمها من الرئيس المصري جمال عبد الناصر.
وبعد وفاته خصصت له الدولة متحفًا يحمل اسمه، يضم أعماله الفنية (متحف محمود سعيد بالجزيرة).

## وصلات خارجية
- «دراويش» محمود سعيد.. أغلى لوحة من المنطقة العربية بـــ 2.5 مليون دولار
- لوحة لفنان مصري بمبلغ 2,434مليون دولار